# Bola de Ouro A Bola
A Bola de Ouro é um prémio criado pelo jornal A Bola, com o objectivo de premiar o melhor jogador da Liga Portuguesa de Futebol. Foi instituído pela primeira vez em 1991 quando o galardoado foi Eusébio da Silva Ferreira. Foi um prémio carreira, mas, desde então, o prémio foi dado ao melhor jogador do campeonato.

## Formato
O prémio é dado pelo jornal Português A Bola para o melhor jogador da Liga Português.

## Vencedores

### 1991–2000
| Ano  | Jogador                   | País     | Clube       | Posição      | Fontes      | Notas      |
| ---- | ------------------------- | -------- | ----------- | ------------ | ----------- | ---------- |
| 1991 | Eusébio (Prémio Carreira) | Portugal | SL Benfica  | Avançado     | [ 1 ]       | [ nota 1 ] |
| 1992 | Vítor Baía                | Portugal | FC Porto    | Guarda-redes | [ 1 ]       |            |
| 1993 | João Pinto                | Portugal | SL Benfica  | Avançado     | [ 1 ]       |            |
| 1994 | Luís Figo                 | Portugal | Sporting CP | Médio        | [ 1 ]       |            |
| 1995 | Domingos                  | Portugal | FC Porto    | Avançado     | [ 1 ]       |            |
| 1996 | João Pinto                | Portugal | SL Benfica  | Avançado     | [ 1 ]       |            |
| 1997 | Mário Jardel              | Brasil   | FC Porto    | Avançado     | [ 1 ]       |            |
| 1998 | Mário Jardel              | Brasil   | FC Porto    | Avançado     | [ 1 ]       |            |
| 1999 | —                         | —        | —           | —            | [ 1 ]       | [ nota 2 ] |
| 2000 | Jorge Costa               | Portugal | FC Porto    | Central      | [ 1 ] [ 3 ] |            |

### 2009–atualmente
| Ano  | Jogador         | País      | Clube      | Posição  | Fontes | Notas |
| ---- | --------------- | --------- | ---------- | -------- | ------ | ----- |
| 2009 | Lucho González  | Argentina | FC Porto   | Médio    | [ 1 ]  |       |
| 2010 | Javier Saviola  | Argentina | SL Benfica | Avançado | [ 1 ]  |       |
| 2011 | Radamel Falcao  | Colômbia  | FC Porto   | Avançado | [ 4 ]  |       |
| 2012 | James Rodríguez | Colômbia  | FC Porto   | Médio    | [ 5 ]  |       |

## Vencedores por país
- Portugal: 8
- Colômbia: 2
- Argentina: 2
- Brasil: 2

## Vencedores por clubes
- Futebol Clube do Porto: 8
- Sport Lisboa e Benfica: 4
- Sporting Clube de Portugal: 1